# Friesodielsia latifolia
Friesodielsia latifolia là loài thực vật có hoa thuộc họ Na. Loài này được (Hook.f. & Thomson) Steenis mô tả khoa học đầu tiên năm 1964.